# Carnaval de Três Rios
O Carnaval de Três Rios é um dos maiores eventos que acontecem na cidade de Três Rios no Rio de Janeiro, sendo composto pelo desfile das escolas de samba, blocos carnavalescos, e shows que aconteçem nos quatro dias de carnaval, na Avenida Condessa do Rio Novo. Além disso, acontecem os bailes de carnaval que são nos clubes da cidade. Em 2010, teve público estimado em 200 mil pessoas.
O Carnaval trirriense não teve desfiles em três ocasiões: de 1985 a 1986, em 1992 e de 1995 a 2000. sendo que em 2001, as escolas desfilaram, mas só que sem competir. e 2002 o desfile oficial retornou com força total, tendo disputa num grupo único, com quatro escolas (Bambas do Ritmo, Sonhos de Mixyricka, Independente do Triângulo e Mocidade Independente de Vila Isabel) e no ano seguinte, em 2003, com o retorno do Bom das Bocas, uma das mais tradicionais escolas de samba da cidade. Algumas agremiações que desfilaram como bloco de embalo e de enredo foram elevadas à categoria de escola de samba, desfilando pelos grupos B e C.

## Extintas

### Paraíso das Garças
Suas cores eram o azul e branco. Tinha como símbolo a a garça. Em 2003 estreou sem competir homenageando a escola de samba Unidos da Caixa D´Água. No ano seguinte, com o enredo "Vida que te quero sempre", a escola estreava em caráter competitivo, mas teve muitos problemas que a impediram de competir com as demais.

### Unidos da Caixa  D'água
- Unidos da Caixa D'Água[3][4]

### Unidos de Levy Gasparian
- Unidos de Levy Gasparian foi uma escola de samba de Comendador Levy Gasparian que participou do carnaval de Três Rios.[3][4]